# Nowe Miasto nad Wartą
Nowe Miasto nad Wartą (deutsch: Neustadt an der Warthe) ist ein Dorf und Sitz einer Gemeinde in Polen im Powiat Średzki der Woiwodschaft Großpolen.

## Gemeinde

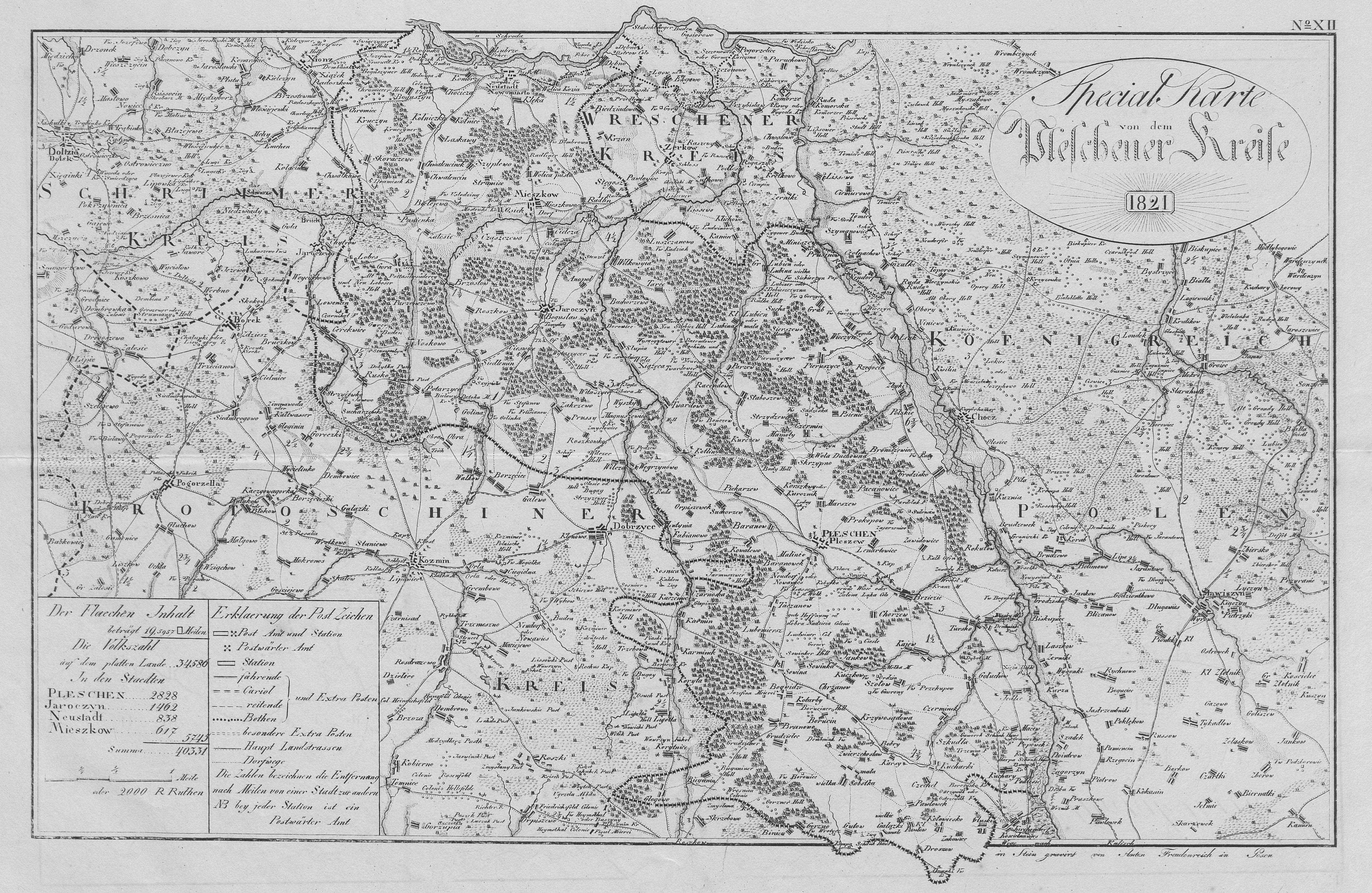
Neustadt/Nowomiasto und Umgebung 1821 noch als Teil des Kreises Pleschen

Zur Landgemeinde Nowe Miasto nad Wartą gehören zwanzig Ortschaften. Die meisten trugen schon vor 1919 amtlicherseits polnische Namen, oder die deutschen Namen waren nur geringfügige Abwandlungen der polnischen. Während des Zweiten Weltkriegs wurden dann deutsche Namen erfunden. Manche waren wenige Jahre gültig, manche traten nie in Kraft mit einem Schulzenamt:
- Boguszyn (Boguschin, am 18. Mai 1943 geplante Umbenennung zu Bogenfelde oder Bogenwalde nicht mehr in Kraft getreten)
- Boguszynek (Boguschin Hauland, am 18. Mai 1943 geplante Umbenennung zu Herrnau oder Bogenhauland nicht mehr in Kraft getreten)
- Chocicza (Chocicza, neben dem Gut Falkstädt, Falkstätt)[2]
- Chromiec
- Chwalęcin (Chwalencin, nach 1940 umbenannt in Gerstenfelde)[2]
- Dębno (Dembno[6], zw. 1821 und 1919 umbenannt zu Eichenried)[7][8]
- Klęka (Klenka; am 18. Mai 1943 geplante Umbenennung zu Linderhof oder Klinkhof nicht mehr in Kraft getreten)
- Kolniczki (Kolniczki, im Zweiten Weltkrieg umbenannt zu Kollnitz)
- Komorze [Komorze Nowomiejskie] (sollte im Zweiten Weltkrieg zu Niederland  oder Kömmersdorf umbenannt werden)[9]
- Kruczyn (Kruczyn (Dorf), nach 1940 umbenannt zu Kirschdorf)[10]
- Kruczynek (Kruczyn Hauland)
- Michałów (Michalowo, nach 1940 umbenannt zu Michaelsdorf)[2]
- Nowe Miasto nad Wartą (Neustadt an der Warthe)
- Radliniec (Radliner Holl, nach 1821 umbenannt zu Wilhelmswalde)
- Rogusko (Rogusko, im Zweiten Weltkrieg umbenannt zu Hornswalde)
- Skoraczew (Skoraczew)
- Stramnice (Vorwerk Stramnice)
- Szypłów (Szyplow, am 18. Mai 1943 geplante Umbenennung zu Birkenrode oder Schipplau nicht mehr in Kraft getreten)
- Wolica Kozia (Wolica Kozia, nach 1940 umbenannt zu Waldwinkel)[2]
- Wolica Pusta (Wolica Pusta, nach 1940 umbenannt zu Wüstenfeld)[2]

Weitere Orte der Gemeinde sind:
- Aleksandrów (Alexanderruh)
- Dąbrowa
- Elżbietów
- Hermanów
- Jadwigów
- Komorze Nowe
- Lutynia (Lutynia)
- Świętomierz (Sophienthal)
- Teresa (Theresia)
- Tokarów (Tokarow, Tokerrode)
- Utrata (Utrata)
- Wolica Nowa

## Partnergemeinden
Die Gemeinde pflegt eine Städtepartnerschaft mit Vestenbergsgreuth in Mittelfranken.

## Verkehr
Chocicza hat einen Bahnhof an der Bahnstrecke Kluczbork–Poznań.